# 大藪春彦
大藪 春彦（おおやぶ はるひこ、1935年〈昭和10年〉2月22日 - 1996年〈平成8年〉2月26日）は、日本の小説家、狩猟家。日本統治期の朝鮮・京城生まれ。日本におけるハードボイルド小説の先駆者の1人である。
アクション・エンターテインメント色の濃い作風で知られ、代表作には『野獣死すべし』『蘇える金狼』『汚れた英雄』などがある。作品の多くは電子書籍化され、映像化作品も多い。

## 経歴

### 出生
1935年 2月22日、日本統治下の 京城（ソウル）で生まれ、年内に山形県酒田市へ移転。1941年、当時（「韓国併合ニ関スル条約」に基づき）大日本帝国の領地だった朝鮮半島北部の新義州に移転し、国民学校へ入学する。
1945年に父が応召。敗戦後、高官たちは民衆たちを見捨てていち早く帰国し、残された日本人の警官や憲兵たちが、朝鮮人たちの報復によりなぶり殺しにされるのを目撃する。ジフテリアにかかった妹を背負い、病院から病院へと血清を求めて奔走するなど、生活苦にあえぎつつ、盗みを働いてまでも一家の長男として必死に食糧を得る。この時はソ連兵に銃剣で背中を刺されたこともあったという。
終戦後、父と生き別れになり、1946年に共同で闇船を雇い日本へ帰る（新義州（8月）→仁川→ソウル→議政府→釜山→佐世保（9月17日）→香川県善通寺の祖母の家）。のちにこの時の体験が、大藪作品の主要なテーマとなる「反権力」に反映されている。なお、生き別れとなっていた父は帰国して高松で教師をしていた。

### 文学の道へ
1952年、高松一高に入学。新聞部に入り紙面で革命を蜂起するが、天皇を批判した号が焚書されたため、文芸部・演劇部に移る。文芸部では「ドストイエフスキー」、「イエス・キリスト（評論）」など、純文学志向の高校生ばなれした評論を書いている。1955年、東京外国語大学を受験するが不合格。牧師を目指して四国クリスチャン・カレッジに入学。英語を学び、図書館でアメリカのハードボイルド小説に出合い、ペーパーバックを読みふけるが、学校クリスチャンの実態に失望し中退。
翌年、早稲田大学教育学部英文科へ入学。射撃部に入り、銃に熱中する一方、神田神保町の古本屋で買ったアメリカン・ミステリを濫読する。一方、トルウソウ文学会『未完成』創刊号に評論「太宰治についてー虚構―」を寄稿。「虚構と銘うった様にこの中の太宰さんは、実生活での彼と異なります。だが彼には、又文学には作品が一切なのです。その作品の中から僕は僕なりの太宰さんの姿をさぐって見ました」（後記）と記すなど、「文学青年・大藪春彦」はまだこの時点でも健在だった。1957年、創設されたワセダミステリクラブに加入。
1958年、処女作の『野獣死すべし』が教育学部の同人誌『青炎』創刊号に掲載。ワセダミステリクラブの会長である千代有三の手を経て、名誉顧問の江戸川乱歩に紹介され、雑誌『宝石』7月号に転載、大反響を生む。同じく同誌にて大学在学中の1955年にデビューしていた高城高とともに、ハードボイルド小説の新進作家として脚光を浴びる。
1959年に『街が眠る時』（長門裕之主演）、『野獣死すべし』（仲代達矢主演）の映画化をきっかけに一躍流行作家となる。1960年 、初の長編『血の罠』を刊行。さらに多岐川恭が代表を務める探偵作家の団体「他殺クラブ」に参加するが、長編「火制地帯」が、ロス・マクドナルドの「青いジャングル」からの盗作の疑いをかけられたことで絶版回収となり、会を脱退、日本探偵作家クラブからも除名された。これをきっかけとして、大藪は文壇と距離を置いた執筆活動をするようになる。

### 銃と車と
1964年、『蘇える金狼』刊行。唯一の時代小説『孤剣』刊行。1965年、初の選集となる、「大藪春彦活劇選集」を徳間書店より刊行開始。この年、米軍キャンプで行われた全米ライフル協会の極東選抜射撃大会で、ファースト・マークスマン（最優秀射手）となる。その一方で、所有していた拳銃を友人に持ち逃げされ、銃刀法違反（不法所持）として自首し、逮捕起訴される。高松地方裁判所の審理の末、懲役1年執行猶予3年の有罪判決を受け、翌年より3年間、猟銃免許を取り消される。
免停期間中は、友人の田中健二郎らを率いて、レーシングチーム「チーム・マグナム」を結成するほか、モータースポーツ、飛行機、ヨットの操縦に熱中する。創作でも、1966年からオートバイレースを題材とする『汚れた英雄』の連載を開始する。
1968年に東京都府中市にて三億円事件が発生。当時『ボーイズライフ』（小学館）に連載していた『血まみれの野獣』と事件現場や犯行の手口に類似点があったことから、事件発生当日よりマスコミからの問い合わせが相次いだ。
1971年 、「チームマグナム」が自動車レース第7回日本グランプリで総合六位となる。
1973年10月、角川文庫より大藪作品の刊行開始。第一弾作品は『復讐の弾道』で、講談社、新潮社、桃源社、双葉社、光文社、徳間書店などの刊行作品を含む、作者の生前最も大規模なカタログであった。装幀は辰巳四郎が一手に引き受けた。
1979年 、角川映画『蘇える金狼』が松田優作主演で公開。1980年、角川映画『野獣死すべし』が松田優作主演で公開。1982年、角川映画『汚れた英雄』が草刈正雄主演で公開。1994年、日本冒険作家クラブの「功労賞」受賞。

### 没後
1996年2月26日 、誕生日の4日後に東京都世田谷区の自宅で肺炎のため急逝。61歳没。執筆中だった長編『暴力租界』が未完のまま絶筆となる。
1997年、その年の優秀なミステリー・ハードボイルド・冒険小説に授与される大藪春彦賞が創設される。

## 人物
非情な作風とは裏腹に、家庭では家族想いの温和な人物であった。妻の龍子は「週刊スリラー」の編集者として、大藪の『ウィンチェスターM70』を担当していた時、食事を摂らずに執筆する姿を見て、朝食を差し入れる等するうちに結婚することとなった。結婚後は2児をもうけた。

### 交友関係
- 三島由紀夫は大藪作品の熱心な読者だったが、ごく親しい友人しかそのことを知らなかった。大藪も三島の大ファンであり、両者は1968年（三島事件の2年前）に対談している（『週刊プレイボーイ』“武器の快楽”）。
- 太宰治の作品、とくに戦中の作品を高く評価していた。上記の三島との対談では、大藪が太宰の作品を（太宰と不仲であったとされる）三島に熱心にすすめ、三島が仏頂面になる一幕もあった。
- 横溝正史の主要な長編は全部読んでいた[10]。大下英治との対談では、なかでも『獄門島』が好きであり、自分でも瀬戸内海を舞台とした作品を書いてみたい、と語っている[11]。同インタビューでは横溝以外に高木彬光、山田風太郎、土屋隆夫などが好きとも語っている。大藪は後に横溝正史賞の選考委員も務めている（第1回 - 第5回）。
- 自身の小説の挿絵画家としては大塚清六がお気に入りだった。大塚とは1958年の『血の罠』から1973年の『黒豹の鎮魂歌』[注 5] まで、雑誌連載や単行本などで断続的にコンビを組んだ。
- 劇画家の佐藤まさあきとは同じ拳銃マニアとして親交があった。佐藤の為に劇画『夜の復讐者 弔いは誰のために』の原作を書き下ろしたが、版元の河出書房が倒産したため2話で打ち切りとなった。
- 文壇とは距離を置いていたが、生島治郎[注 6]、森村誠一、片岡義男など同世代の作家たちと交友関係があった。のちの世代では、平井和正、馳星周、花村萬月、島田荘司、夢枕獏、船戸与一、評論家の野崎六助、関口苑生、茶木則雄、新保博久などがファンとして知られる。
- 筒井康隆の短編「優越感」（「三丁目が戦争です」を戸建て住民側視点で描いたもの。作品としてはこちらが先）に“不法所持のワルサーを持ち出して参戦するハードボイルド作家”として登場する。

### 趣味
- 愛車は、ダットサン・ブルーバード1200から、フェアレディ、スカイラインGT-B、スカイラインGT-R、BMWなどを乗り継いだ。
- 1973年（昭和48年）オーストラリアのダーウィンで、ワイルド・バッファロー43頭を射殺し、「ハリー・ザ・キラー」の異名をとった。[12]

## 作風
典型的なアンチヒーローを主人公に据えた、壮絶なバイオレンス・アクションを描いた作品が多く、政財界と癒着した組織により、すべてを失った者たちによる「復讐」をテーマとする作品もある。
テーマを具現化する主人公で、作者自身も思い入れの深い人物として、伊達邦彦や朝倉哲也（『蘇える金狼』）、北野晶夫（『汚れた英雄』）などがいる。
彼らは屈強な体力と旺盛な食欲・性欲にあふれ、強烈なストイシズムと反権力志向を持ち、超人思想や能動的ニヒリズム、個人主義的アナーキズムに通ずる反国家・反組織・反体制の思想を行動原理とする。なお、大藪は「自分で体験したことしか書けない」として、主人公の来歴や境遇は自身の体験に基づくものが多い。
作品に暴力の描写が多いのは、大学生時代に愛読したアメリカのハードボイルド小説の影響による。大藪は人間の心理描写を得意としたレイモンド・チャンドラーやロス・マクドナルドよりも、バイオレンス・アクションを描いたダシール・ハメットやミッキー・スピレインなどの作品を好んだ。
また、作品の随所には、しばしば銃器や車輌、刀剣についての解説が挿入されている。ナイフメーカーのガーバーやロバート・ウォルドーフ・ラブレスなども、大藪が作品で取り上げたことにより、日本での知名度が高まった。

## 著作リスト

### シリーズ作品

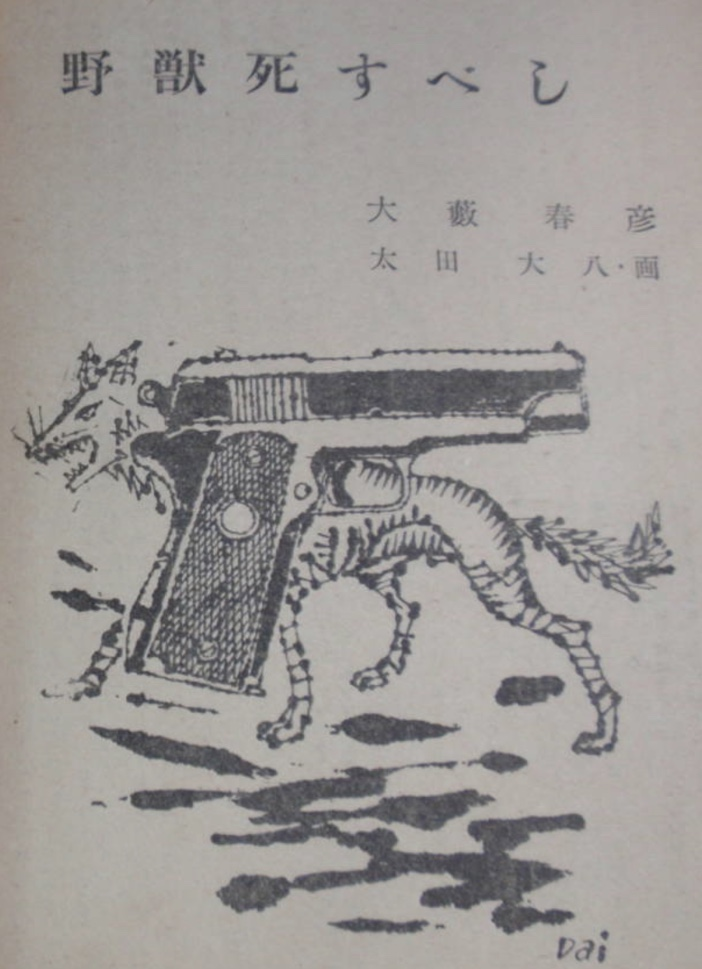
「野獣死すべし」挿絵
「宝石」1958年7月号

#### 伊達邦彦シリーズ
- 野獣死すべし（中編）大日本雄弁会講談社、1958年
- 野獣死すべし 復讐篇　新潮社、1960年
- 野獣死すべし 渡米篇（短編）荒地出版社、1960年
- 血の来訪者　新潮社、1961年
- 諜報局破壊班員　徳間書店、1965年
- 日銀ダイヤ作戦　光文社、1970年
- 不屈の野獣（短編集）秋田書店、1971年
- マンハッタン核作戦　光文社、1976年
- 優雅なる野獣（短編集）角川書店、1979年
- 野獣は甦える　光文社、1992年
- 野獣は、死なず　光文社、1995年

#### 田島英雄シリーズ
- 探偵事務所23（短編集）新潮社、1962年
- 孤狼の掟（掟シリーズと重複）双葉社、1966年

#### 矢吹貴シリーズ
- 破壊指令No.1　光文社、1966年
- 偽装諜報員　光文社、1968年
- 狂った報復者（短編）東京文藝社、1969年

#### 掟シリーズ
- 孤狼の掟　双葉社、1966年
- 復讐の掟　双葉社、1967年
- 男の掟　双葉社、1969年
- 非情の掟　双葉社、1970年
- 骨肉の掟　双葉社、1972年
- 処刑の掟　双葉社、1975年
- 輪殺の掟（処刑シリーズと重複）双葉社、1977年

#### 鷹見徹夫シリーズ
- 俺に墓はいらない　光文社、1969年
- 暴力列島　光文社、1972年

#### ハイウェイ・ハンター 西城秀夫シリーズ
- 東名高速に死す　光文社、1970年
- 曠野に死す　光文社、1971年
- 狼は暁を駆ける　光文社、1972年

#### エアウェイ・ハンター 西城秀夫シリーズ
- 獣たちの墓標　祥伝社、1973年
- 狼は罠に向かう　祥伝社、1973年
- 狼は復讐を誓う（全2巻）　祥伝社、1975年
- 獣たちの黙示録（全2巻）　祥伝社、1982年

#### 処刑シリーズ
- 輪殺の掟（掟シリーズと重複）双葉社、1977年
- 処刑軍団　光文社、1978年
- 処刑戦士　光文社、1979年

#### 女豹シリーズ
- 非情の女豹　角川書店、1980年
- 女豹の掟　角川書店、1989年
- 蘇える女豹　角川書店、1995年

#### ウェポン・ハンター・シリーズ
- 戦場の狩人　光文社、1984年
- 謀略の滑走路　光文社、1985年
- 地獄からの生還　ザ・サヴァイヴァル　光文社、1986年
- 香港破壊作戦　光文社、1988年
- オメガ・ワン破壊指令　光文社、1990年
- アウトバーン0号作戦　光文社、1992年
- 砂漠の狩人　光文社、1993年

#### アスファルトの虎
- PART1 血と背徳の序曲　角川書店、1984年
- PART2 死の円舞曲　角川書店、1985年
- PART3 闇に踊る輪舞曲　角川書店、1986年
- PART4 灼けた野望の舞踊曲　角川書店、1987年
- PART5 猛き情熱の狂想曲　角川書店、1988年
- PART6 静謐なる狂気の夜想曲　角川書店、1988年
- PART7 魂の鎮魂曲　角川書店、1989年
- PART8 幻の狂詩曲　角川書店、1989年
- PART9 滾る肉体の受難曲　角川書店、1990年
- PART10 熱き欲望の協奏曲　角川書店、1991年
- PART11 栄光と狂瀾の幻想曲　角川書店、1992年
- PART12 勝利への奏鳴曲　角川書店、1992年
- PART13 闇と光の諧謔曲　角川書店、1993年
- PART14 伝説への終曲　角川書店、1993年

### ノン・シリーズ

#### 長編小説
- 血の罠　アサヒ芸能出版、1959年
- 火制地帯　浪速書房、1960年
- 無法街の死　浪速書房、1960年
- みな殺しの歌 凶銃ワルサーP38（全2巻）アサヒ芸能出版、1961年
- ウィンチェスターM70　新潮社、1961年
- 獣を見る目で俺を見るな　桃源社、1961年
- 血の挑戦　浪速書房、1961年
- 野獣都市　アサヒ芸能出版、1962年
- 人狩り　新潮社、1962年
- 蘇える金狼（全2巻）アサヒ芸能出版、1964年
- ベトナム秘密指令　徳間書店、1965年
- 謀略空路　東京文芸社、1966年
- 殺人許可証No.3　東京文芸社、1966年
- 復讐の弾道　光文社、1967年
- 汚れた英雄（全4巻）徳間書店、1968年-69年
- 非情の標的　光文社、1968年
- 死はわが友　桃源社、1968年
- 戦いの肖像　新潮社、1968年
- 孤狼は挫けず　集英社、1968年
- 血まみれの野獣　新潮社、1969年
- 裁くのは俺だ　光文社、1969年
- 切札は俺だ　集英社、1969年
- 絶望の挑戦者（全2巻）徳間書店、1969年-70年
- 唇に微笑 心に拳銃（全2巻）徳間書店、1970年
- 俺の血は俺が拭く　集英社、1970年
- 奴に手錠を…　徳間書店、1971年
- 復讐に明日はない　集英社、1972年
- 長く熱い復讐（全2巻）徳間書店、1972年-73年
- 黒豹の鎮魂歌（全3巻）徳間書店、1972年-75年
- 沈黙の刺客　東京文芸社、1973年
- 傭兵たちの挽歌　角川書店、1978年
- 戦士の挽歌（全3巻）徳間書店、1981年
- ヘッド・ハンター　角川書店、1982年
- 凶獣の罠　角川書店、1991年
- 餓狼の弾痕　角川書店、1994年
- 狼の追跡　光文社、1994年
- 復讐のシナリオ　光文社、1995年
- 暴力租界（未完）角川書店、1996年

#### 時代小説
- 孤剣　桃源社、1964年　-　角川文庫版のみ「赤い手裏剣」に改題。

#### 短編集
- 明日を消せ　光書房、1959年
- 殺す者殺される者　浪速書房、1960年
- 歯には歯を　荒地出版社、1960年
- 鉛の腕　荒地出版社、1960年
- 死への逆流　東京文芸社、1961年
- 挫折　東京文芸社、1962年
- 凶銃ルーガー08　アサヒ芸能出版、1962年
- 若者の墓場（続・凶銃ルーガー08）アサヒ芸能出版、1962年
- 崩潰　東京文芸社、1963年
- 名のない男　東都書房、1963年
- 黒革の手帖　青樹社、1963年
- 雇われ探偵　東京文芸社、1965年
- 若き獅子の最期　徳間書店、1965年
- 最後の銃声　徳間書店、1966年
- 独り狼　東京文芸社、1967年
- 男の誇り　東京文芸社、1967年
- 囮の末路　東京文芸社、1967年
- 特務工作員01　徳間書店、1968年
- 狙われた野獣　東京文芸社、1969年
- 全開で飛ばせ　光文社、1969年
- 銃は知っている　秋田書店、1969年
- ゲリラは太陽の下を走る　徳間書店、1970年
- トラブル・シューター　徳間書店、1971年
- 男の墓標　角川書店、1979年
- 青春は屍を越えて　角川書店、1980年
- 殺しは俺の稼業　角川書店、1980年
- 極限の狩人　角川書店、1980年
- 復讐は俺の血で　初期短編集1　角川書店、1982年
- 凶銃　初期短編集2　角川書店、1982年
- 殺し屋たちの烙印　初期短編集3　角川書店、1986年
- 狼の棲む街　初期短編集4　角川書店、1987年
- スパイに熱い死を　角川書店、1986年
- 血と背徳の街　角川書店、1986年
- ザ・刑事　徳間書店、1985年
- ザ・復讐者　徳間書店、1985年
- ザ・殺し屋　徳間書店、1986年
- ザ・殺戮者　徳間書店、1986年
- ザ・狙撃者　徳間書店、1987年
- ザ・特殊攻撃隊　徳間書店、1987年
- ザ・戦闘者　徳間書店、1988年
- ザ・一匹狼　徳間書店、1988年
- ザ・血闘者　徳間書店、1989年
- ザ・凶銃　徳間書店、1989年
- 熱き逃亡者　角川書店、1993年
- 現金強奪　飛天出版、1993年
- 密売者　飛天出版、1995年
- 血の抗争　角川書店、1995年
- 拳銃稼業　双葉社、1997年

#### 短編集（大藪春彦 編集）
- 孤独の操縦席　KKワールドフォトプレス、1976年12月25日 - 「死のグランプリ」（著:大藪春彦）を収録

#### 児童向け小説
- 怪竜ナトン　集英社『おもしろブック』連載、1959年

### エッセイ・対談集
- GUN教室　桃源社、1965年
- 野獣を撃つ わが血闘の記録　光文社、1976年
- 荒野からの銃火　角川書店、1979年
- 男たちよ戦いの荒野に死ね（対談集）角川書店、1979年
- ザ・ビッグ・ゲーム　集英社、1980年
- 大藪春彦のワイルド・ドライビング　講談社、1980年
- 灼熱のサファリ　徳間書店、1983年
- 孤高の狙撃手　光文社、2004年

### 翻訳
- エンテベ電撃作戦　エフーダ・オフェール著、講談社、1976年

### 選集
※最も巻数が多いものを掲げる。

#### 大藪春彦ホット・ノベル・シリーズ
別称「大藪春彦活劇選集」、略称OHS（OYABU HOT-NOVEL SERIES）。

徳間書店より1965年から1981年にかけて刊行。新書版全67巻。完結後はいくつかの作品がトクマ・ノベルズ、徳間文庫などで刊行された。
1. 諜報局破壊班員
2. 野獣死すべし
3. 無法街の死
4. みな殺しの歌
5. 凶銃ワルサーＰ38
6. ウインチェスターＭ70
7. ベトナム秘密指令
8. 若き獅子の最期
9. 探偵事務所23
10. 凶銃ルーガー08
11. 戻り道はない
12. 偽ドルを追え
13. 野獣都市
14. 蘇える金狼（野望篇）
15. 蘇える金狼（完結篇）
16. 人狩り
17. 最後の銃声
18. 恥知らずの街
19. 静かなる殺し屋
20. けものの真夜中
21. 禿鷹のバラード
22. 孤剣
23. 獣を見る目で俺を見るな
24. 裏切りの夜
25. 野獣の爪痕
26. 血の罠
27. 特務工作員01
28. 孤狼の掟
29. 野獣の行くべき道はない
30. 野獣死すべし（復讐篇）
31. 心に獣の狂気を持て
32. 絶望の挑戦者（第一部）
33. 絶望の挑戦者（第二部）
34. 血の来訪者
35. ゲリラは太陽の下を走る
36. トラブル・シューター
37. 機銃の裁き
38. 戦いの肖像
39. 汚れた英雄（1.野望篇）
40. 汚れた英雄（2.雌伏篇）
41. 汚れた英雄（3.黄金篇）
42. 汚れた英雄（4.完結篇）
43. 汚れたパトカー
44. 血まみれの野獣
45. 男の掟
46. 孤狼は挫けず
47. 唇に微笑　心に拳銃
48. 不屈の野獣
49. 奴に手錠を…
50. 復讐の掟
51. 俺の血は俺が拭く
52. 長く熱い復讐
53. 黒豹の鎮魂歌
54. 非情の掟
55. 骨肉の掟
56. 謀略空路
57. 破壊指令No.1
58. 処刑の掟
59. 獣たちの墓標
60. 狼は罠に向かう
61. 狼は復讐を誓う（第一部・パリ篇）
62. 狼は復讐を誓う（第二部・アムステルダム篇）
63. 傭兵たちの挽歌
64. 死はわが友
65. 復讐の弾道
66. 輪殺の掟
67. 非情の女豹

## メディア展開

### 作詞
- 暗い慕情（作曲：中村八大、歌唱：水原弘、東芝音楽工業、1960年） - 東宝映画『みな殺しの歌より 拳銃よさらば!』主題歌

### 漫画原作
- 夜の復讐者 弔いは誰のために（作画：佐藤まさあき、河出書房、カラーコミックス掲載、1968年、全2話）

### コミカライズ作品
- 戦いの肖像（作画：ビッグ錠、少年画報社、ヤングコミック掲載、1970年）
- 凶銃ワルサーP38（作画：佐藤まさあき、芸文社、1974年、全1巻）
- 特殊工作員 嵯峨幸夫事件簿（作画：下條よしあき、秋田書店、プレイコミック掲載、1978年）
- 蘇る金狼（作画：佐藤まさあき、東京スポーツ新聞社、1979年、全1巻）
- 復讐の弾道（作画：影丸譲也、交通タイムス社、1983年、全3巻）

### 映像化作品
- 街が眠る時（1959年）
- 野獣死すべし（1959年） - 須川栄三監督/仲代達矢主演
- 暗黒街の対決（1960年） - 原作『血の罠』
- みな殺しの歌より 拳銃よさらば!（1960年） - 原作『みな殺しの歌 凶銃ワルサーP38』
- 顔役暁に死す（1961年） - 原作『火制地帯』
- 探偵事務所23（1963年）
  - 探偵事務所23 くたばれ悪党ども
  - 探偵事務所23 銭と女に弱い男
- 野獣の青春（1963年） - 原作『人狩り』、鈴木清順監督/宍戸錠主演
- 拳銃残酷物語（1964年） - 原作『ウィンチェスターM70』
- 赤い手裏剣（1965年） - 原作「掟破り」（『孤剣』）
- 爆破3秒前（1967年） - 原作『破壊指令No.1』
- 野獣都市（1970年）
- 野獣死すべし 復讐のメカニック（1974年） - 須川栄三監督/藤岡弘主演
- 蘇える金狼（1979年） - 村川透監督/松田優作主演
- 野獣死すべし（1980年） - 村川透監督/松田優作主演
- 汚れた英雄（1982年） - 角川春樹監督/草刈正雄主演
- 名のない男 破壊!（1991年）
- 凶銃ルガーP08（1994年） - 渡辺武監督/阿部寛主演
- 凶銃 戻り道はない（1997年）
- 野獣死すべし（1997年） - 廣西眞人監督/木村一八主演
  - 野獣死すべし
  - 野獣死すべし 復讐篇
- 蘇える金狼（1998年） - 渡辺武監督/真木蔵人主演

## 大藪が影響を受けた10作品
大藪は自身の作風に影響を与えた作品として、以下のものをあげている。
- ショーロホフ『静かなドン』
- オストロフスキー『鋼鉄はいかに鍛えられたか』
- レールモントフ『現代の英雄』
- スティーヴンソン『バラントレーの若殿』
- メイラー『裸者と死者』
- ヘミングウェイ『大きな二つの心臓の河』などのニック・アダムス物
- ハメット『血の収穫』
- チャンドラー『長いお別れ』
- マクドナルド『動く標的』
- マッギヴァーン（英語版）『セヴンス・ファイル』

## 大藪作品ベスト10
大藪の親しい友人であり、大藪春彦賞の設立にも携わった作家の森村誠一は、1974年に自身が推薦する大藪作品を挙げている。
- 『汚れた英雄』
- 『野獣死すべし』
- 『みな殺しの歌』
- 『ウィンチェスターM70』
- 『蘇える金狼』
- 『凶銃ルーガー08』
- 『絶望の挑戦者』
- 『復讐の弾道』
- 『血の来訪者』
- 『諜報局破壊班員』

## 研究書
- 別冊新評 大藪春彦の世界（新評社、1976年）
  - 新稿を追加し『大藪春彦の世界』（新評社、1979年）として単行本化。
- 問題小説増刊[注 7] 蘇える野獣 追悼特集 大藪春彦の世界（森村誠一・船戸与一責任編集、徳間書店、1996年）
  - 新稿を追加し『蘇える野獣 大藪春彦の世界』（徳間書店、1999年）として単行本化。
- 大藪春彦伝説 遥かなる野獣の挽歌（野崎六助著、ビレッジセンター出版局、1996年）

## おもな装幀家・挿絵画家
| - 上西康介 - 太田大八 - 大塚清六 - 生頼範義 - 海津正道 - 風間完 | - 金森達 - 小島功 - 小林泰彦 - 斎藤三郎 - 下高原健二 - 辰巳四郎 | - 司修 - 津神久三 - 堂昌一 - 長尾みのる - 中島靖侃 - 二本柳泉 | - 日暮修一 - 前田亜土 - 三井永一 - 宮永岳彦 - 村上豊 - 山野辺進 |